# Matthias Ramzelius
Matthias Ramzelius, född 1679 i Ramsbergs socken, död 22 december 1768 i Sala, var en svensk präst och riksdagsledamot.

## Biografi
Matthias Ramzelius var son till kyrkoherden i Ramsberg Johannes Andreæ Sahlamontanus och Catharina Fellenius, i sin tur dotter till kyrkoherden i Malung, Andreas Waldemari Regiomigius. Som gymnasist var Matthias Ramzelius Lectore Petrae Amanuens vid arbetandet av ett nytt kyrkoregister. Han inskrevs 1698 vid Uppsala universitet men hann bara disputera en gång (Disput. Pro. Ex.) av de nödvändiga två för magistergraden, innan han 1705 fick tjänst som adjunkt vid Västerås domkyrka och därför prästvigdes. Ramzelius fortsatte några år vid domkyrkan med diverse befattningar och sökte efter en mer prästerlig befattning från 1715, tills han 1720 utnämndes av kung Fredrik I till kyrkoherde i Grytnäs och Avesta socknar. Kungen hade hört Ramzelius predika innan utnämningen, och fortsatte besöka honom eftersom han hade jaktmarker i socknarna. Ramzelius fick därmed 9 mars 1746 ännu en befordran av kungen, till kyrkoherde och kontraktsprost i Sala socken. Han hade vitsord om nitisk ordentlighet i göromålen. Det enda negativa var de långa predikningar på 1½ -2 timmar som hölls vilket klagomål gick upp till Justitiekanslern som i mild dom bad consistorii att säga till Ramzelius att hålla predikan inom laglig tidåtgång.
Ramzelius var fullmäktig för konsistoriet och stiftet vid riksdagarna 1731, 1738, 1740 och 1743.
Ramzelius gifte sig 1705 med Helena Sahlin, dotter till Georgius Johannis Salinus och Brita Fahlander. De fick 14 barn.